# Вальга
Вальга (гал. Valga, ісп. Valga) — муніципалітет в Іспанії, у складі автономної спільноти Галісія, у провінції Понтеведра. Населення — 6120 осіб (2009).
Муніципалітет розташований на відстані близько 480 км на північний захід від Мадрида, 29 км на північ від Понтеведри.

## Демографія
Динаміка населення (INE ):

## Галерея зображень

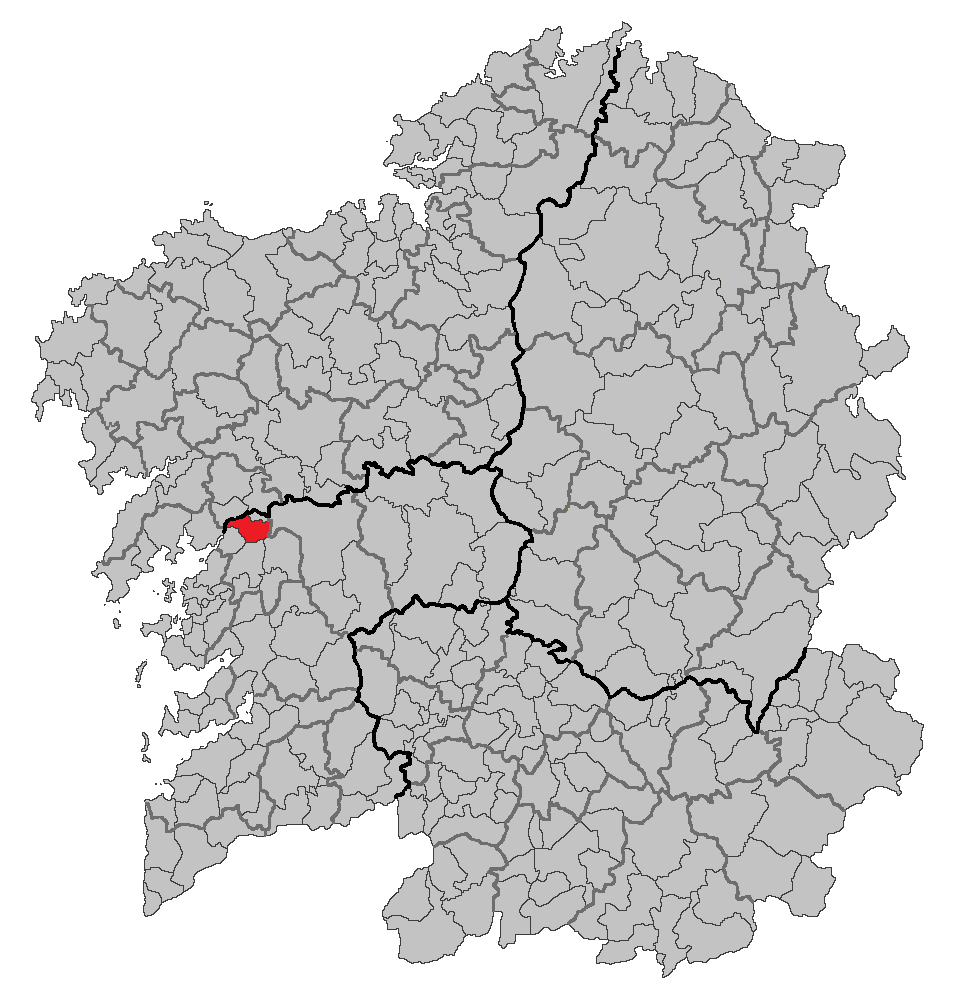
Розташування муніципалітету